# Maria Johan
Maria Johan eller Maria Juan, död 25 oktober 1575 i Pamplona, var en spansk kvinna som avrättades för häxeri. Hon var den första person som åtalades under Häxjakten i Navarra (1575–1576). Det var hennes fall som orsakade häxjakten, som ledde till ett femtiotal åtal för häxeri.

## Fallet
Maria Johan bodde i byn Anocibar i Navarra. I augusti 1575, när prästen Pedro de Anocibar rapporterade till kungliga domstolen att den sextioåriga Maria Juan, även kallad Maria Johan, hade bortfört sina nevöer, tioåriga Miguel de Olagüe och åttaåriga Martin till en häxsabbat, efter att ha förhört pojkarna enligt ett i förhand förberett frågeformulär.
Maria Johan lämnade själv en bekännelse om att hon hade besvärats av onda andrar sedan hon var fem och umgåtts med Satan sedan hon var tio, hade utsatts för exorcism och att hon led av anfall, men förnekade att hon hade trollat eller fört sina nevöer till Satan. Hennes nevöer utpekade henne för kätteri, och angav även två andra bybor, Miguel Zubiri and Maria Xandua. Prästen anklagade henne för kätteri, apostasi, djävulspakt och trolldom.
Domstolen kombinerade bybornas anklagelser mot det formulär som passade in på demonologins beskrivning av häxor. De åtalades för att ha närvarade på en häxsabbat och sedan strött ut pulver och gifter över landskapet för att orsaka skador på skörden. De tre vuxna utsattes för tortyr. Maria Joan vägrade länge bekänna innan hon slutligen pekade ut sina medåtalade. Hon brändes levande på bål på Plaza de la Taconera i Pamplona den 25 oktober 1575, efter att ha bekänt och ångrat sig och uttalat att hon tyckte att döden skulle bli en lättnad.
Miguel Zubiri avrättades 28 november 1575, medan Maria Xandua däremot överfördes till Spanska Inkvisitionen på begäran av advokaten Pedro Larremendi. 

## Eftermäle
Detta var den första avrättningen för häxeri sedan 1526 och väckte stort uppseende. Det var den första avrättningen för häxeri i Navarra på femtio år, och ledde till en häxpanik. Myndigheterna sände ut kommissionärer för att undersöka förekomsten av häxeri i byarna, där innevånarna, uppskrämda av processen mot Maria Johan, började peka ut andra.
Häxjakten sköttes främst av den kungliga (dvs världsliga) domstolen, inte av Spanska inkvisitionen. Efter avrättningen av Maria Johan och Miguel Zubiri, begärde inkvisitionen rätten att få överta processerna från den världsliga domstolen. Detta orsakade en långdragen tvist, som dock inkvisitionen i slutändan vann: medan kungliga domstolen fortsatte att sköta undersökningarna, fick inkvisitionen i allmänhet de gripna överförda till sig, vilket var orsaken till varför så få avrättades. Den första som överfördes till inkvisitionen var Maria Xandua (som sedan dog i fängelset). Inkvisitionen klarlade då att den tioåriga Miguel de Olagüe och åttaåriga Martin hade vittnat falskt mot henne, Mari Johan och Miguel Cubiri.